# Томас Ременгесау Млађи
Томас Есанг "Томи" Ременгесау Млађи (енгл. Thomas Esang "Tommy" Remengesau Jr.; Корор, 28. фебруар 1956) бивши је председник Палауа. Ту функцију је обављао у два наврата — од 17. јануара 2013. до 21. јануара 2021. и од 1. јануара 2001. до 15. јануара 2009. Био је и потпредседник од 1. јануара 1993. до 1. јануара 2001. године.